# Elsaß-Lothringische G 11
Die G 11, zuvor G 8 waren Güterzuglokomotiven der Reichseisenbahnen in Elsaß-Lothringen. Sie liefen anfangs unter der Bezeichnung C33, von 1906 bis 1912 wurden sie als G 8 geführt.
Die Fahrzeuge waren für die Kohlen- und Erzzüge im Bergbau- und Hüttenrevier in Lothringen und Luxemburg gedacht. Man übersprang mit diesen Fahrzeugen die vierfach gekuppelten Maschinen.
Die Fahrzeuge wurden den ihnen zugedachten Aufgaben vollends gerecht. Bei einer Probefahrt erreichte ein Zug auf einer Steigungsstrecke mit 12,6 ‰ mit einem 356 Tonnen schweren Zug eine Geschwindigkeit von 40 km/h. Bei 605 Tonnen wurden noch 20 km/h erreicht. Sie waren als vierzylindrige Nassdampf-Verbundlokomotiven ausgeführt, wobei abweichend von der ansonsten in Elsaß-Lothringen üblichen Anordnung nach Alfred de Glehn die Hochdruckzylinder innen und die Niederdruckzylinder außen angeordnet waren. Bereits nach wenigen Jahren wurden sie aus ihren ursprünglichen Aufgabenbereichen im schweren Güterverkehr durch die ab 1910 beschafften G 10 verdrängt, die als Zweizylinderlokomotiven mit Überhitzer eine vergleichbare Leistungsfähigkeit, jedoch einen deutlich geringeren Unterhaltungsaufwand aufwiesen. Ab 1928 ließ die nunmehrige Administration des chemins de fer d’Alsace et de Lorraine (AL) bei Graffenstaden 13 Maschinen in 1’E1’-Tenderlokomotiven der Reihe AL T 19 mit einfacher Dampfdehnung und zwei Zylindern, jedoch weiterhin in Nassdampf, umbauen; die übrigen wurden bis 1935 ausgemustert. Die letzten T 19 blieben bis 1951 im Dienst.
Die Lokomotiven erhielten Schlepptender der Bauart 3 T 12,5.